# Juhani Himanka
Olavi Juhani Himanka (né le 19 avril 1956 à Tervola en Finlande) est un joueur de football international finlandais, qui jouait au poste d'attaquant.
Il est connu pour avoir fini meilleur buteur du championnat de Finlande lors de la saison 1981 avec 22 buts.

## Biographie
Juhani a participé aux Jeux Olympiques de Moscou de 1980 dans l'équipe finlandaise de football.